# Gul Mohammed Zhowandai

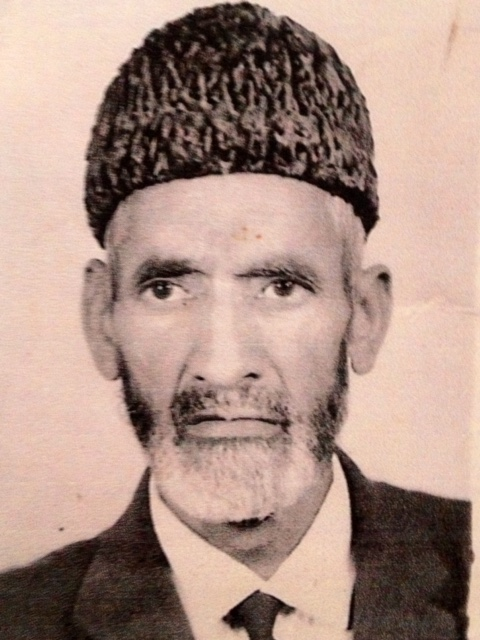
Gul Mohammed Zhowandai

Gul Mohammed Zhowandai (* 1905 in Kabul; † 1988) war ein afghanischer Dichter und Schriftsteller. Er war Herausgeber der Islah und Anis-Publikationen in den 1950er Jahren.

## Werke (Auswahl)
- Ferroz – Erzählungen (Kabul, Afghanistan)
- Ahrezo ach ihr pro ahshoob – Erzählungen (Kabul, Afghanistan: Islla Publikation)
- Kachkol – Roman (Kabul, Afghanistan)
- Gedichtssammlung (Kabul, Afghanistan: Islla, Anis)
- Mahseerin Sukhanwar (Kabul, Afghanistan)
- Ein Lexikon der persischen Literatur in Afghanistan Vol. 3 (Tehran, 1999)

| Personendaten    | Personendaten           |
| ---------------- | ----------------------- |
| NAME             | Zhowandai, Gul Mohammed |
| KURZBESCHREIBUNG | afghanischer Dichter    |
| GEBURTSDATUM     | 1905                    |
| GEBURTSORT       | Kabul                   |
| STERBEDATUM      | 1988                    |